# Musca vitripennis
Musca vitripennis este o specie de muște din genul Musca, familia Muscidae, descrisă de Johann Wilhelm Meigen în anul 1826. Conform Catalogue of Life specia Musca vitripennis nu are subspecii cunoscute.